# Dariusz Gnatowski

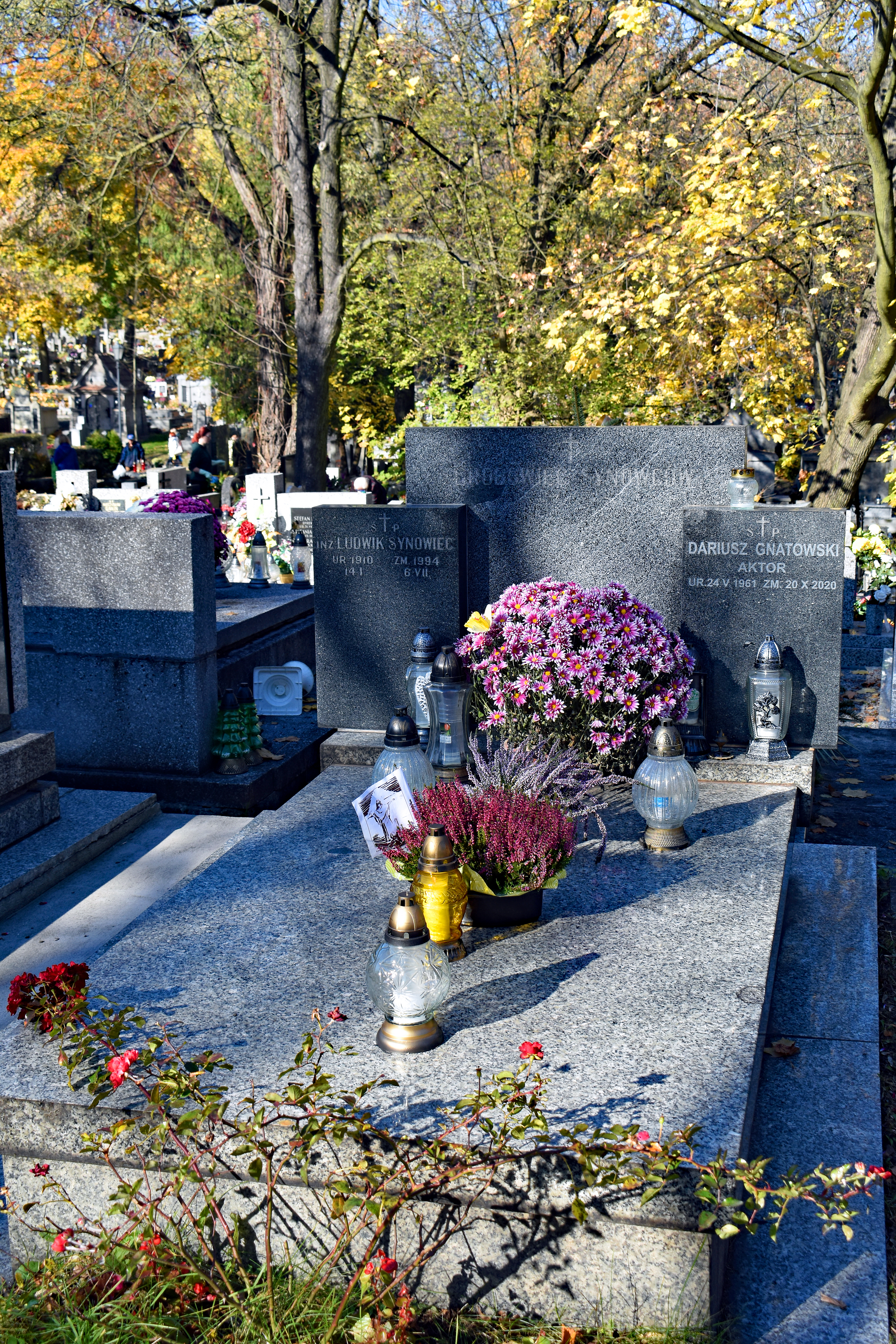
Grób Dariusza Gnatowskiego, Cmentarz Podgórski nowy, ul. Wapienna 13, Podgórze, Kraków.

Dariusz Gnatowski (ur. 24 maja 1961 w Rudzie Śląskiej, zm. 20 października 2020 w Krakowie) – polski aktor filmowy, teatralny i dubbingowy. W 1999 zyskał ogólnopolską popularność dzięki roli Arnolda Boczka w serialu Świat według Kiepskich.

## Życiorys

### Wczesne lata
Wychowywał się w Zabrzu, tam chodził do szkoły podstawowej i liceum. W 1985 ukończył Państwową Wyższą Szkołę Teatralną im. Ludwika Solskiego w Krakowie.

### Kariera
Niedługo potem wystąpił jako Pyzo w spektaklu będącym adaptacją powieści Ferdydurke Witolda Gombrowicza, wyreżyserowanym przez Macieja Wojtyszkę dla Teatru Telewizji. 20 grudnia 1986 zadebiutował w roli Mieczysława Walpurga w dramacie Wariat i zakonnica Stanisława Ignacego Witkiewicza w reżyserii Krzysztofa Jasińskiego w Teatrze STU w Krakowie. Z teatrem tym był związany przez całą karierę aktorską. W latach 1987–1988 oraz 1997–2001 współpracował ponadto z Teatrem Ludowym, znajdującym się w krakowskiej dzielnicy Nowa Huta.
W 1988 po raz pierwszy pojawił się na małym ekranie, występując w pierwszym odcinku serialu Crimen jako członek sekty kosturowców. W 1994 miał natomiast miejsce jego debiut na dużym ekranie, kiedy to wcielił się w Barnabę w filmie Miasto prywatne. W latach 90. XX wieku prowadził w TVP1 programy dla dzieci takie jak Przewodnik Włóczykija o tematyce turystyczno-historycznej czy Słowa, słówka i półsłówka, czyli teleturniej o tematyce języka polskiego, natomiast w TVN prowadził teleturniej Czas to pieniądz.
W 2002 wraz z Michałem Mularczykiem napisał książkę Dieta bez wyrzeczeń, będącą formą promocji zdrowego stylu życia.
W 2009 użyczył głosu głównemu bohaterowi radiowej telenoweli Gotowy na wszystko, emitowanej w wakacje na antenie stacji RMF FM.
W 2012 dostał nominację do Nagród Polskiego Kina Niezależnego im. Jana Machulskiego za rolę w etiudzie Kiedy ranne wstają zorze.
W 2013 założył fundację „Wstańmy Razem. Aktywna Rehabilitacja” i działał na rzecz profilaktyki oraz walki z cukrzycą. W latach 2015–2020 był reżyserem i odtwórcą głównej roli w spektaklu edukacyjnym Słodki drań, przedstawiającym problematykę życia z cukrzycą.

### Choroba i śmierć
Od wczesnych lat życia zmagał się z otyłością. W 2009 zdiagnozowano u niego retinopatię oraz stopę cukrzycową będące skutkiem nieleczonej przez wiele lat cukrzycy typu 2.
20 października 2020 trafił do Szpitala im. Józefa Dietla w Krakowie z powodu zapalenia płuc, po czym doszło do ostrej niewydolności oddechowej, w wyniku czego zmarł tego samego dnia. Stwierdzono u niego zakażenie koronawirusem SARS-CoV-2, wywołującym COVID-19. Urna z prochami aktora została pochowana 3 listopada 2020 na cmentarzu podgórskim w Krakowie (kw. XXXIV).

## Życie prywatne
Syn Janusza i Janiny. Od 1990 był żonaty z Anną Wach, z którą miał córkę Julię. Mieszkał w Gorzkowie koło Wieliczki.

## Filmografia
| Filmy fabularne     |                                                   |                                             | |
| Rok                 | Tytuł                                             | Reżyser                                     | Rola |
| 1991                | Ferdydurke                                        | Jerzy Skolimowski                           | Pyzo |
| 1994                | Miasto prywatne                                   | Jacek Skalski                               | „Barnaba” |
| 1995                | Dzieje mistrza Twardowskiego                      | Krzysztof Gradowski                         | mieszczanin w gospodzie |
| 1996                | Mieszko! Mieszko! - Mój Koleżko!                  | brak danych                                 | portier |
| 1997                | Sara                                              | Maciej Ślesicki                             | człowiek Józefa |
| 1997                | Młode wilki 1/2                                   | Jarosław Żamojda                            | kierowca „Holender” |
| 1998                | Demony wojny według Goi                           | Władysław Pasikowski                        | „Czarnobrody” |
| 1999                | Ogniem i mieczem                                  | Jerzy Hoffman                               | Barabasz, bratanek starego Barabasza |
| 2001                | Eukaliptus                                        | Marcin Krzyształowicz                       | barman |
| 2002                | Anioł w Krakowie                                  | Artur Więcek                                | mężczyzna jedzący kiełbaski Hanki |
| Seriale telewizyjne |                                                   |                                             | |
| Rok                 | Tytuł                                             | Reżyser                                     | Rola |
| 1988                | Crimen                                            | Laco Adamik                                 | członek sekty kosturowców (odc. 1, 3) |
| 1996                | Tatort                                            | Wolfgang Panzer                             | mężczyzna w barze (odc. Reisen in den Tod) |
| 1996                | Opowieść o Józefie Szwejku i jego drodze na front | Włodzimierz Gawroński                       | Baloun (odc. 9-11) |
| 1996                | Ekstradycja II                                    | Wojciech Wójcik                             | członek gangu Tumskiej pilnujący Basi (odc. 2-3, 5) |
| 1998                | Siedlisko                                         | Janusz Majewski                             | weterynarz Krycha |
| 1998                | 13 posterunek                                     | Maciej Ślesicki                             | Alfons „Alf” Biernacki |
| 1999                | Tygrysy Europy                                    | Jerzy Gruza                                 | Mike |
| 1999–2020           | Świat według Kiepskich                            | Okił Khamidow, Patrick Yoka, Adek Drabiński | Arnold Boczek, Boczkiewicz (odc. 70), pastor wielebny Boczek (odc. 88), średniowieczny kat (odc. 198), dziadek Boczka (odc. 203), kierownik budowy piramidy (odc. 318), Boczek z alternatywnego wymiaru (odc. 547), rycerz króla #3 (odc. 553), czujnik toalety (głos, odc. 572), cyborg o postaci Boczka (odc. 572) |
| 1999                | Policjanci                                        | Łukasz Wylężałek                            | lokator (odc. 1) |
| 1999                | Graczykowie                                       | Ryszard Zatorski                            | Andrew (odc. 1) |
| 1999                | Badziewiakowie                                    | Leszek Malinowski                           | konkurencja (odc. 5) |
| 2000                | 13 posterunek 2                                   | Maciej Ślesicki                             | Alfons „Alf” Biernacki (odc. 5, 28) |
| 2002                | Król przedmieścia                                 | Olaf Lubaszenko                             | „Lodówa” |
| 2003                | Na dobre i na złe                                 | Maciej Dejczer                              | Paweł (odc. 143) |
| 2003                | Kasia i Tomek                                     | Jerzy Bogajewicz                            | facet ćwiczący aerobik (głos, odc. 24) |
| 2005                | Szanse finanse                                    | Łukasz Rybarski                             | Krzysztof Knapp |
| 2006                | Pierwsza miłość                                   | Okił Khamidow                               | kierownik firmy „Top Asekuracja” (odc. 372) |
| 2007                | Sex FM                                            | Jakub Miszczak                              | Karol Kluczyk (odc. 2_1) |
| 2007                | Hela w opałach                                    | Patrick Yoka                                | Wypych (odc. 26) |
| 2014                | Na dobre i na złe                                 | Grzegorz Lewandowski                        | muzyk Edek „Dadi” Wanat (odc. 570) |
| 2019–2020           | Pasjonaci                                         | Artur Dziurman                              | marszałek |
| 2019                | Sprawiedliwi – Wydział Kryminalny                 | różni                                       | Lucjan |
| Dubbing             |                                                   |                                             | |
| Rok                 | Tytuł                                             | Reżyser                                     | Rola |
| 2001                | Głupki z kosmosu                                  | Maciej Turski                               | Gorgious Klatoo |
| 2015                | Jak uratować mamę                                 | Daniel Zduńczyk, Marcin Męczkowski          | minister |

## Odznaczenia
- Srebrny Krzyż Zasługi – 2005[21]
- Brązowy Medal „Zasłużony Kulturze Gloria Artis” – 2016[22][23]
- Odznaka „Honoris Gratia” – 2016[7][23]